# AIK banka Niš
AIK banka Niš (Agroindustrijsko komercijalna banka a.d. Niš) ist eine Bank in Serbien mit Sitz in Niš.
Sie wurde 1976 als kommunale Bank des agroindustriellen Kombinats Niš gegründet. Sie bekam von der Nationalbank Jugoslawiens eine Lizenz, um im gesamten Land Finanzdienstleistungen anzubieten. 1995 wurde sie Aktiengesellschaft. Seit 2005 war sie im Aktienindex BELEX15 der Börse Belgrad gelistet.
Am 11. September 2006 gab die griechische ATEbank bekannt, dass sie 49,99 Prozent der Anteile der Bank erworben hat.